# Paul Martin (hockeista su ghiaccio)
Paul Joseph Martin (Minneapolis, 5 marzo 1981) è un hockeista su ghiaccio statunitense che gioca come difensore per i New Jersey Devils, formazione della National Hockey League.

## Carriera

### Club
Paul Martin fu scelto nel 2000, al secondo giro totale, in 62ª posizione assoluta dai New Jersey Devils. Negli stessi anni era impegnato con la University of Minnesota nella Western Collegiate Hockey Association, divisione della NCAA. Aiutò la sua scuola a vincere nel 2002 e nel 2003 due titoli consecutivi.
Nella stagione 2003-2004 esordì con i Devils in National Hockey League, concludendo il suo primo anno con 26 punti in 75 partite disputate. L'anno dopo a causa del lockout giocò una parte della stagione con l'HC Fribourg-Gottéron, squadra della Lega Nazionale A. Ritornato in America Martin disputò le cinque stagioni successive nel New Jersey, grazie anche al rinnovo triennale giunto nel 2007, totalizzando 21 reti e 132 in 367 incontri. Dal punto di vista offensivo nel campionato 2005-2006 riuscì a toccare i 40 punti totali.
Il 1º luglio 2010 Martin, divenuto free agent, firmò un contratto quinquennale dal valore totale di 25 milioni di dollari con i Pittsburgh Penguins. Fece il suo debutto in stagione regolare con i Penguins il 7 ottobre contro i Philadelphia Flyers, fornendo un assist decisivo per Tyler Kennedy; quella fu la prima partita giocata dalla squadra al Consol Energy Center. Ritornò in New Jersey per affrontare la sua ex squadra quattro giorni più tardi, terminando l'incontro con una rete ed un assist 26 minuti di impiego; la partita si concluse sul 3-1 per i Penguins.

### Nazionale
Paul Martin esordì nella nazionale U20 nel mondiale del 2001, giocando sette incontri con quattro assist. Nel 2004 fu chiamato invece dalla nazionale maggiore in occasione della World Cup of Hockey disputando solo tre partite. Nel 2008 disputò i mondiali giocati in Canada, contribuendo con 8 punti in 7 partite.
Martin fu convocato dalla nazionale per disputare sia le Olimpiadi 2006 di Torino, in Italia, e quelle del 2010 a Vancouver, insieme ai compagni di squadra Zach Parise e Jamie Langenbrunner. Martin, tuttavia non poté sia scendere sul ghiaccio sia nel 2006 che nel 2010, in quest'ultimo caso a causa di un infortunio al braccio.

## Palmarès

### Club
- NCAA Championship (WCHA): 2

Minnesota: 2001-2002, 2002-2003

### Individuale
- NCAA Championship All-Tournament Team: 1

2002-2003